# Carouge montagnard
Espèce
Statut de conservation UICN

 EN  : En danger
Le Carouge montagnard (Macroagelaius subalaris), aussi appelé Quiscale montagnard, est une espèce de passereaux de la famille des ictéridés présent en Colombie

## Distribution

Carte de répartition de l'espèce.

Le Quiscale montagnard est rare et restreint dans une petite portion du nord de la Colombie entre 1 950 et 3 100 mètres d’altitude.

## Habitat
Le carouge montagnard fréquente les zones subtropicales et tempérées des Andes orientales.  Il habite les forêts et les lisières forestières.